# Nathalie David
Nathalie David (* 1963 in Rouen) ist eine französische Filmemacherin, Zeichnerin und Fotografin. Ihr Film Harald Naegeli – Der Sprayer von Zürich aus dem Jahr 2021 wurde auf mehreren Filmfestivals wie dem Zurich Film Festival und dem Filmfest Hamburg gezeigt.

## Leben
Als Kind lebte Nathalie David an der Grenze zu Italien. Während ihres Studiums an der Villa Arson in Nizza begann sie, ihre Arbeiten fotografisch zu dokumentieren. „Fasziniert“ habe sie eine Ausstellung des irischen Fotografen Edward Quinn, namentlich seine Dokumentation von Leben und Werk Pablo Picassos. Ende der 1980er-Jahre verließ David Frankreich, nicht zuletzt wegen des Erstarkens des Front National in Nizza, und begann ein Studium an der Hochschule für bildende Künste Hamburg (HFBK) bei Katharina Sieverding.
1990 studierte sie am Institut des Hautes Études von Pontus Hultén, Paris; 1992 assistierte sie der Fotografin Leonore Mau beim Aufbau und der Pflege von deren Bildarchiv.
1992 erhielt David in Hamburg ein Stipendium. 1994 folgte ein Studienaufenthalt an der Bourse du Fiacre, Paris.
2003: Stipendium in Regie in Potsdam-Babelsberg bei Helke Misselwitz.
2009 gründete sie das Label PITCHOUNPRODUCTION, unter welchem zahlreiche Filme erschienen sind. Im Auftrag von Museen und Kulturinstitutionen realisiert sie seit 2003 filmische Porträts über Künstler oder Sammler. Sie selbst verortet ihre dokumentarischen Porträts „an der Schnittstelle zwischen Ausstellung und Katalog“.
Sie lebt und arbeitet in Hamburg und Berlin.

## Werk
Filmografie
- - 2021: Harald Naegeli – der Sprayer von Zürich (Drehbuch, Regie, Kamera, Schnitt Produktion : PS Film & PITCHOUNPRODUCTION)[5][6] Nominierung für DEUTSCHEN DOKUMENTARFILMPREIS 2022
  - 2020: L'Onde du Midi (Elias Crespin) für das Louvre Museum (Drehbuch, Regie mit Valery Faidherbe, Schnitt)
  - 2015: Villa Flora, Ihre Sammler, Ihre Künstler (Drehbuch, Regie, Kamera, Schnitt)
  - 2013: GEGO – Gertrud Louise Goldschmidt (Drehbuch, Regie, Kamera, Schnitt Regie)
  - 2012: Meine Liebe Frau Schildt – eine Ode an die Grundschule (Regie, Drehbuch und Produktion)
  - 2010: Kosmos Runge – Der Morgen der Romantik (Drehbuch, Regie, Kamera, Schnitt)
  - 2009: Gaudere in Barcelona (Drehbuch, Regie, Kamera, Schnitt)
  - 2007: Paula Modersohn-Becker, ein Atemzug (Drehbuch, Regie, Kamera, Schnitt)
  - 2005: Diese Photographin heißt Leonore Mau (Drehbuch, Regie, Kamera, Schnitt)
  - 2003: Les Sept Saisons (über Cécile Bart)

Künstlerbuch: Runges Märchen bei Dölling und Galitz, Hamburg, 2018, ISBN 978-3-86218-107-0.
Ausstellung: ! un deux trois Soleil - Immer wieder geht die Sonne auf !, Freiburg, 2023, Centre Culturel Français